# Alto Parnaíba
Alto Parnaíba är en kommun i Brasilien.   Den ligger i delstaten Maranhão, i den centrala delen av landet, 700 km norr om huvudstaden Brasília. Antalet invånare är 10 765.
Följande samhällen finns i Alto Parnaíba:
- Morros

Omgivningarna runt Alto Parnaíba är huvudsakligen savann. Trakten runt Alto Parnaíba är nära nog obefolkad, med mindre än två invånare per kvadratkilometer.